# Zamiokulkas zamiolistny

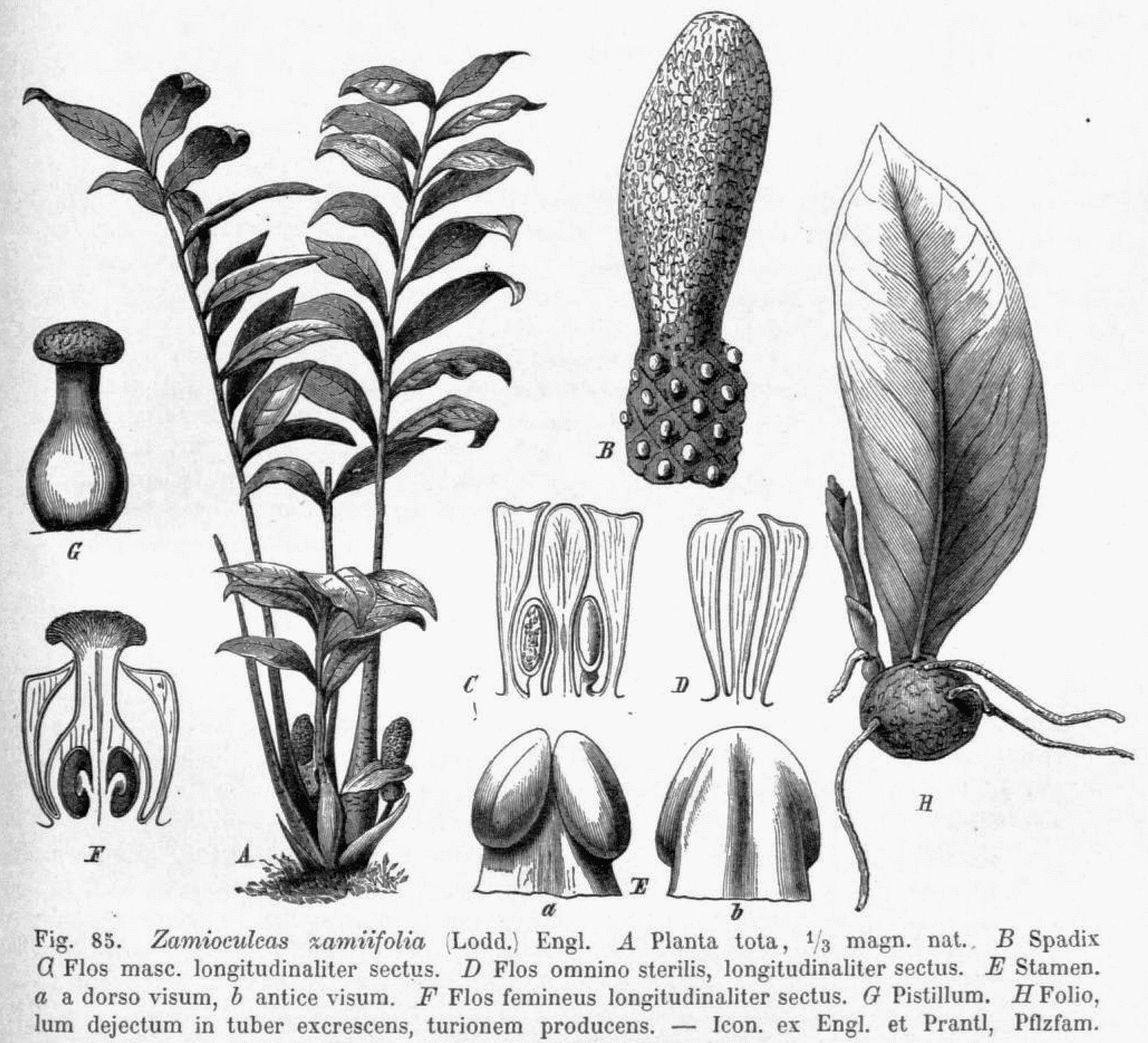
Morfologia

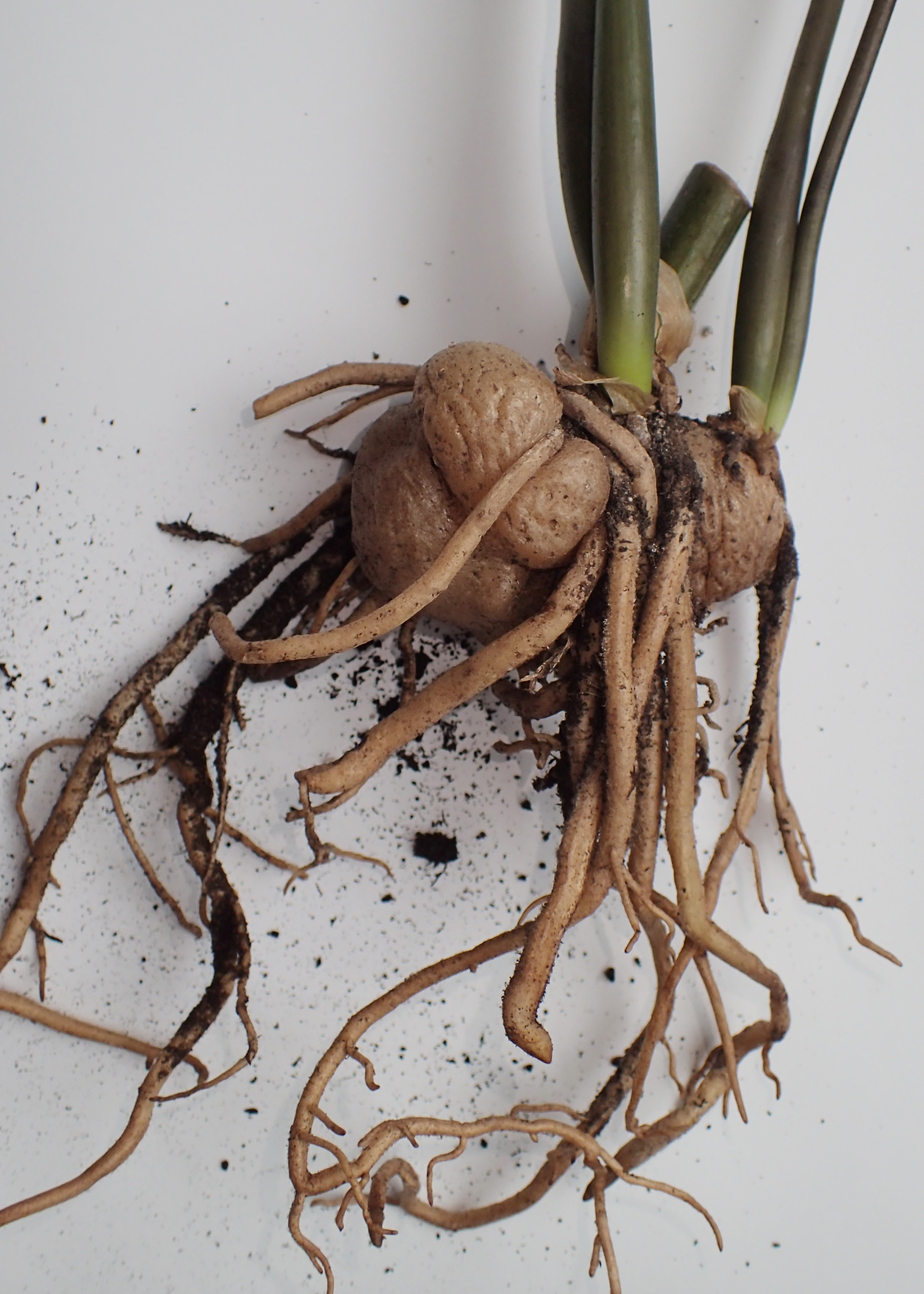
Kłącze zamiokulkasa

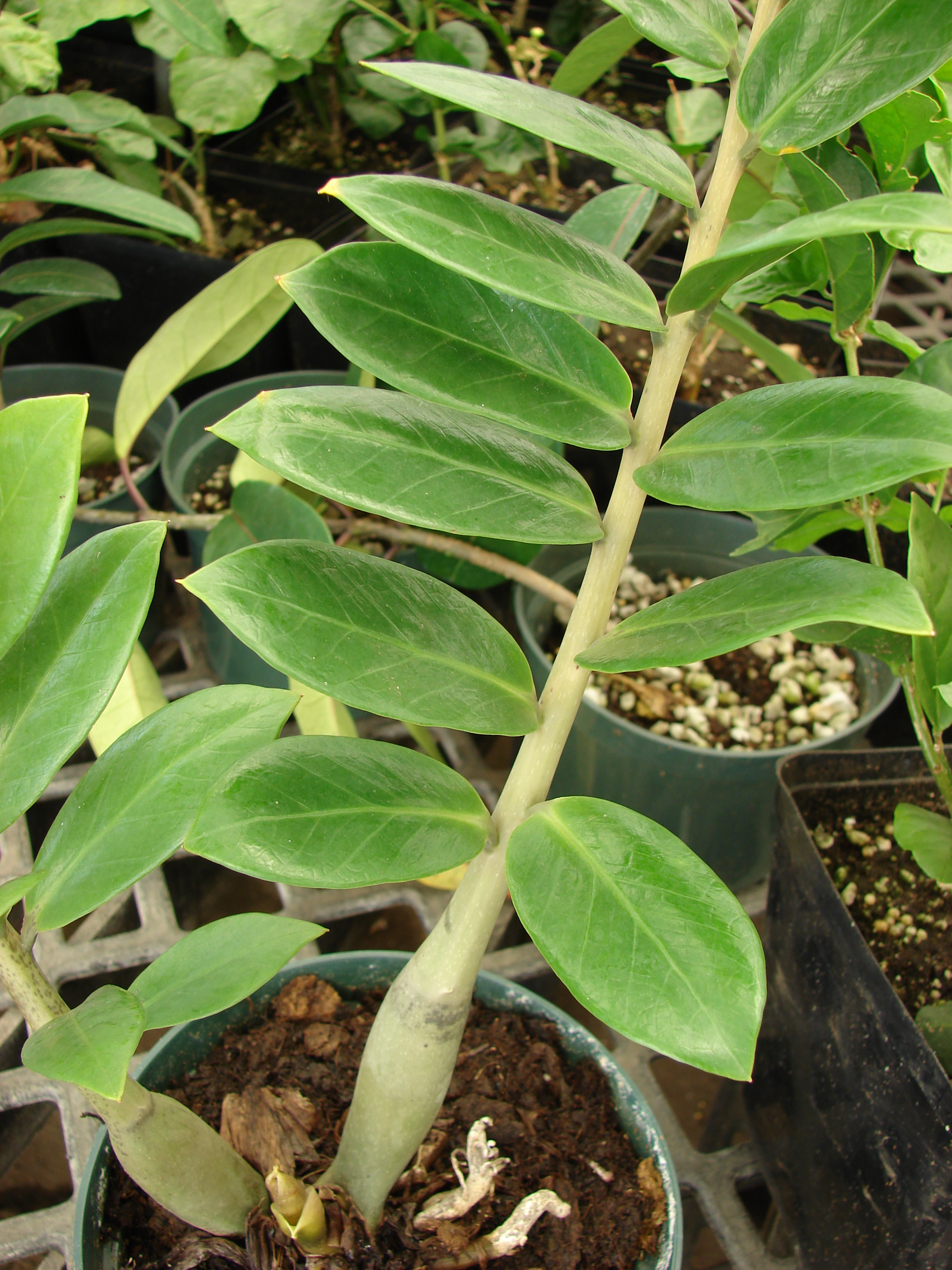
Liść zamiokulkasa, widoczne zgrubienie nasady ogonka

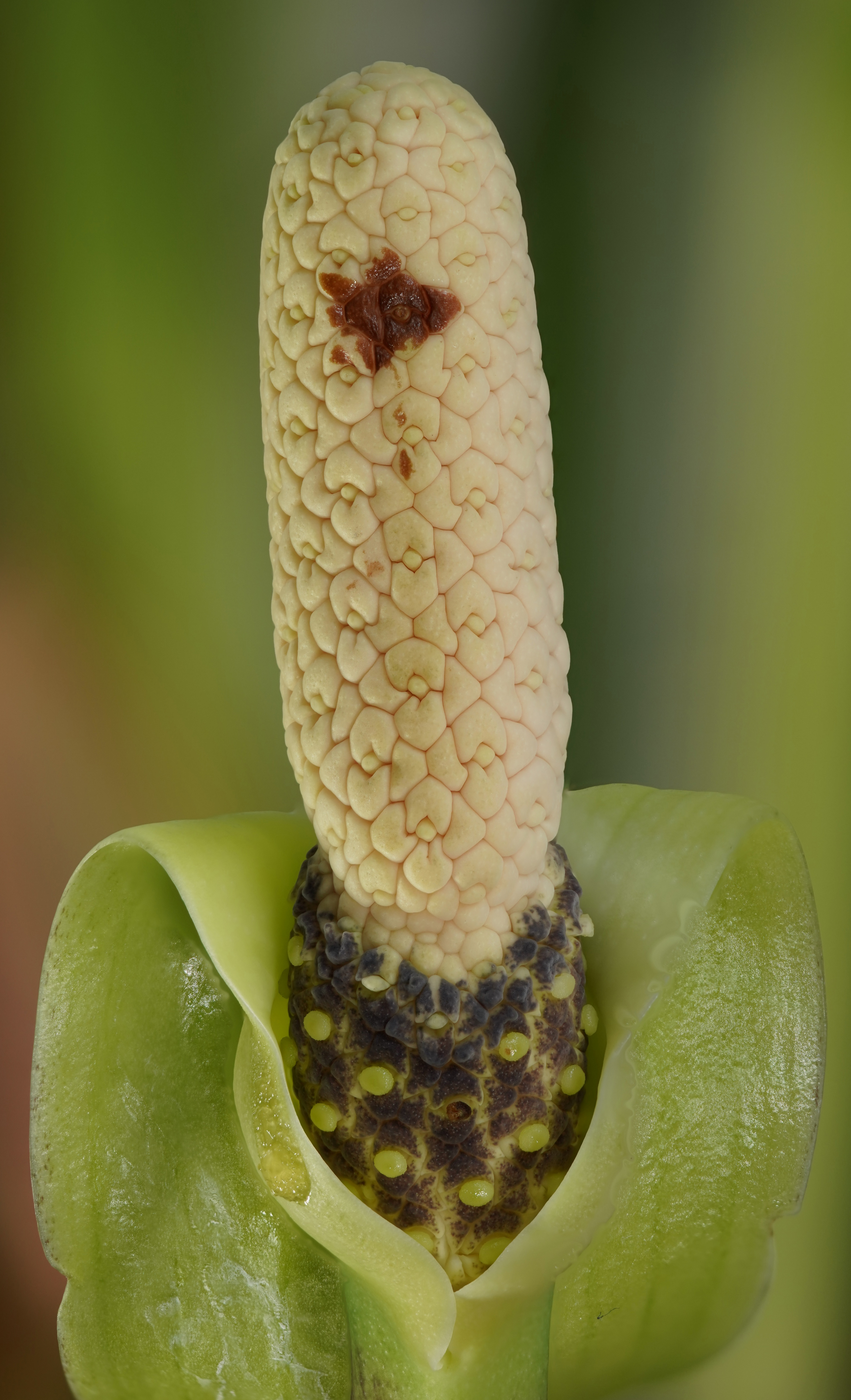
Kwiatostan zamiokulkasa

Zamiokulkas zamiolistny (Zamioculcas zamiifolia (Lodd.) Engl.) – gatunek wieloletnich roślin zielnych z monotypowego rodzaju zamiokulkas (Zamioculcas) z rodziny obrazkowatych (Araceae). W naturze rośnie we wschodniej i południowo-wschodniej Afryce w niżowych i podgórskich lasach i sawannach. W Afryce wykorzystywany jest lokalnie jako roślina lecznicza. Na przełomie XX i XXI wieku gatunek ten stał się popularną na całym świecie rośliną pokojową. Nazwa tego gatunku pochodzi od łacińskiej nazwy sagowców z rodzaju Zamia o podobnych liściach.

## Rozmieszczenie geograficzne
Rośliny z tego gatunku występują naturalnie w strefie klimatu zwrotnikowego we wschodniej Afryce oraz podzwrotnikowego w południowo-wschodniej Afryce: w Kenii, Malawi, Mozambiku, RPA (prowincja KwaZulu-Natal), Tanzanii (w tym na Pembie i Zanzibarze) oraz w Zimbabwe.

## Morfologia
PokrójRośliny zielne o krótkiej, podziemnej łodydze, z której z jednej strony rozwijają się liście i rzadziej kwiatostany, a z drugiej odgałęzienia kłącza.
ŁodygaPodziemne, krótkie, bardzo grube, zdrewniałe kłącze.
LiścieRośliny tworzą od kilku do wielu wzniesionych liści właściwych, o długości zwykle od 50 do 80 cm, o pierzastej blaszce złożonej z naprzeciwległych podłużno-eliptycznych, zgrubiałych i skórzastych listków, do 8 po każdej stronie osi, o długości do 15 cm. Użyłkowanie pierwszorzędowe każdego listka jest pierzaste i zbiega się do żyłki brzegowej. Unerwienie dalszego rzędu jest siatkowate. Zrzucone listki są zdolne do ukorzenienia się, odbudowy organu spichrzowego i wykształcenia nowej rośliny. Ogonki liściowe są zielone, silnie zgrubiałe i gruboszowate u nasady, cylindryczne i zwężające się w stronę wierzchołka, gdzie tworzą kolanko. Pochwy liściowe są niepozorne, bardzo krótkie, języczkowate i wolne niemal do nasady ogonka.
KwiatyRośliny tworzą na poziomie gruntu w każdym rozgałęzieniu sympodialnym od jednego do dwóch kwiatostanów typu kolbowatego pseudancjum. Rozwijają się one na krótkich pędach kwiatostanowych, osiągających długość od 3 do 20 cm. Pochwa kwiatostanu, o długości 5–8 cm, jest z zewnątrz zielona, wewnątrz biaława, lekko zwężona między odcinkiem dolnym, lekko zwiniętym i tworzącym komorę, a dłuższym od niego odcinkiem górnym, rozwartym i lekko odchylającym się w okresie kwitnienia. Pochwa pozostaje na roślinie aż do okresu owocowania. Kolba, o długości 5–7 cm, jest siedząca. Na dolnym, cylindrycznym odcinku (chronionym przez komorę utworzoną przez pochwę) pokryta jest kwiatami żeńskimi; na górnym, cylindrycznym, eliptycznym lub maczugowatym odcinku pokryta jest kwiatami męskimi. Strefy kwiatów płodnych oddzielone są od siebie wąskim paskiem kwiatów płonnych. W przypadku wszystkich rodzajów kwiatów występuje okwiat pojedynczy, złożony z czterech jednakowych listków położonych krzyżowo w dwóch okółkach. W przypadku kwiatów męskich listki okwiatu są niemal pryzmatyczne, o zgrubiałych wierzchołkach; otaczają one cztery, krótsze od nich, wolne pręciki oraz płonny słupek tej samej długości co listki okwiatu. Nitki pręcików są podłużne, grube i lekko spłaszczone. Główki pręcików, nietypowo dla rodziny obrazkowatych, są zwrócone doosiowo (introrse). Jajowato-eliptyczne pylniki otwierają się przez wierzchołkową szczelinę. Kwiaty płonne zbudowane są z listków okwiatu otaczających maczugowaty słupek. W przypadku kwiatów żeńskich listki okwiatu są silnie zgrubiałe wierzchołkowo, otaczają one tej samej długości owocolistek. Kwiaty żeńskie pozbawione są płonnych pręcików (prątniczków). Jajowata zalążnia jest dwukomorowa, w każdej komorze rozwija się jeden, hemianatropowy zalążek, który przymocowany jest do osiowego łożyska (tworzącego się u nasady przegrody) za pomocą bardzo krótkiego sznureczka. Szyjka słupka jest smukła i zakończona dużym, dyskowato-główkowatym znamieniem.
OwoceEliptyczny owocostan o średnicy ok. 3 cm zbudowany jest z kulistych, spłaszczonych, białych jagód o średnicy do 1,2 cm, zawierających od 1 do 2 nasion. Jagody otoczone są przez trwałe listki okwiatu. Nasiona są eliptyczne, o gładkiej, brązowej łupinie z wyraźnym znaczkiem. Osiągają ok. 8 mm długości i 4–5 mm szerokości. Zarodek jest duży, bogaty w skrobię. Bielmo jest niemal nieobecne, występuje jedynie w postaci kilku warstw komórek na biegunie chalazalnym.
Gatunki podobnePrzedstawiciele rodzaju Gonatopus, od których rośliny te różnią się budową liścia właściwego (rośliny z rodzaju Gonatopus tworzą pojedynczy, jednoroczny liść właściwy wielokrotnie nieparzystopierzasty).

## Biologia
RozwójWieloletnia roślina zielna, naziemnopączkowa (lub ziemnopączkowa na glebach kamienistych i w detrytusie), wiecznie zielona lub przechodząca okres spoczynku w czasie suszy. W okresie spoczynku roślina zrzuca listki, jednak ogonki liściowe pozostają trwałe. Jest to jedyny przedstawiciel rodziny obrazkowatych zdolny do rozmnażania wegetatywnego z sadzonek liściowych. Bardzo rzadko kwitnie uprawiany w doniczce. Rośnie wolno, co roku wypuszczając kilka nowych liści.
Cechy fitochemiczneW tkankach tej rośliny obecne są niezmodyfikowane komórki z pojedynczymi rafidami oraz idioblasty zawierające dwie lub więcej wiązek kryształów szczawianu wapnia. Jest to jedyny przedstawiciel obrazkowatych i jedyny nie zasiedlający wód z całego rzędu żabieńcowców przeprowadzający fotosyntezę CAM (jej rola rośnie w okresach suchych). Mimo podejrzeń o właściwości trujące, nie stwierdzono w roślinie związków o działaniu toksycznym. Igłowate kryształy szczawianu wapnia mogą jednak podrażnić i spowodować ostry ból warg, języka i jamy ustnej w przypadku spożycia. Udokumentowano przypadki takich bolesnych reakcji będące skutkiem pogryzienia liści zamiokulkasa przez małe dzieci. Przepłukanie jamy ustnej, podanie leków przeciwbólowych i przeciwhistaminowych usuwa objawy podrażnienia i bólowe w ciągu jednej doby. Liście opisywane są jako toksyczne dla kóz.
GenetykaKomórki tych roślin posiadają 34 chromosomy tworzące 17 par homologicznych.

## Ekologia
SiedliskoZamiokulkasy rosną w naturze w runie cienistych, gęstych lasów tropikalnych i w formacji miombo. Poza tym w zadrzewionych sawannach, w lasach z Brachystegia, w formacjach zaroślowych. Występują na wysokości do 650 m n.p.m., sporadycznie nieco wyżej. Rośliny te rozwijają się często w miejscach kamienistych, na piaszczystych brzegach rzek, czasem występują bardzo obficie tworząc lite agregacje.

## Systematyka
Historia badań taksonomicznychW 1828 kolekcjoner roślin tropikalnych Conrad Loddiges opublikował w Botanical Cabinet (Vol. 15) ilustrację odkrytej przez siebie rośliny, którą nazwał Caladium zamiaefolium. Ilustracja ta jest typem nomenklatorycznym tego gatunku. W 1856 Heinrich Wilhelm Schott, dyrektor ogrodu pałacowego w podwiedeńskim Schönbrunnie i badacz rodziny obrazkowatych, wyodrębnił roślinę przedstawioną na rysunku Loddigesa z rodzaju kaladium i zaklasyfikował ją do zaproponowanego przez siebie nowego rodzaju Zamioculcas, nadając jej nazwę gatunkową Z. loddigesii na cześć jej odkrywcy. W 1870  francuski botanik Joseph Decaisne zakwalifikował do rodzaju Zamioculcas nowo odkrytą przez siebie roślinę jako Zamioculcas boivinii, jednak już 9 lat później niemiecki botanik Adolf Engler, dyrektor ogrodu botanicznego w podberlińskim Dahlem, uznał tę roślinę za gatunek z rodzaju Gonatopus (Gonatopus boivinii). W 1905 Engler uznał epitet gatunkowy Z. loddigesii, zaproponowany przez Schotta, za nieważny, jako stworzony niezgodnie z zasadą pierwszeństwa nomenklatury botanicznej, przywracając pierwotnie zaproponowaną przez Loddigesa nazwę gatunkową zamiifolia (w formie właściwej dla nazwy rodzaju Zamioculcas). W 1929 niemiecki botanik Gustaw Albert Peter opisał roślinę o cieńszych ogonkach liściowych i lancetowatych listkach pod nazwą Zamioculcas lanceolata, jako kolejny gatunek w rodzaju. Opis ten nie został jednak zaakceptowany w taksonomii z uwagi na uznanie go za wtórny wobec opisu przedstawionego pierwotnie przez Loddigesa. Od tego czasu rodzaj Zamioculcas pozostaje taksonem monotypowym.
Pozycja systematycznaWedług Angiosperm Phylogeny Website (aktualizowany system APG IV z 2016) zamiokulkas zamiolistny należący do monotypowego rodzaju zamiokulkas (Zamioculcas) zaliczany jest do plemienia Zamioculcadeae, podrodziny Zamioculcadoideae, rodziny obrazkowatych (Araceae), rzędu żabieńcowców (Alismatales) w kladzie jednoliściennych (ang. monocots). W obrębie rodziny podrodzina Zamioculcadoideae sytuowana jest jako siostrzana względem Aroideae. W innych ujęciach plemię Zamioculcadeae włączane jest jako bazalne do podrodziny Aroideae.

## Nazewnictwo
Toponimia nazwy naukowejNazwa rodzajowa Zamioculcas jest złożeniem nazw dwóch rodzajów roślin: Zamia (jeden z rodzajów w rzędzie sagowców) oraz arabskiej nazwy zwyczajowej roślin z rodzaju kolokazja – قلقاس (qolqas). Łacińska nazwa gatunkowa zamiifolia (zamiolistny) odnosi się do podobieństwa liści tej roślin do liści sagowców z rodzaju Zamia.
Nazwa rodzajowaPolska nazwa rodzaju „zamiokulkas” jest spolszczeniem fonetycznym, a epitet gatunkowy „zamiolistny” tłumaczeniem nazwy naukowej tej rośliny.

## Zastosowanie
Roślina leczniczaW Afryce roślina wykorzystywana jest lokalnie (w Malawi i Tanzanii) jako lecznicza przy leczeniu bólów ucha i w chorobach skóry.
Roślina ozdobnaOd przełomu XX i XXI wieku gatunek ten stał się popularną w świecie rośliną pokojową z uwagi na jego wysoką tolerancję na niekorzystne warunki i błędy w uprawie. Walorem ozdobnym są ciemnozielone, mięsiste i błyszczące liście, ale oryginalne, mięsiste kłącze i korzenie stwarzają też możliwość ozdobnej uprawy hydroponicznej tych roślin. Wskazywany jest przy tym pewien potencjał fitoremediacyjny tej rośliny ze względu na zdolność pochłaniania benzenu, toluenu, etylobenzenu i ksylenów.

## Uprawa

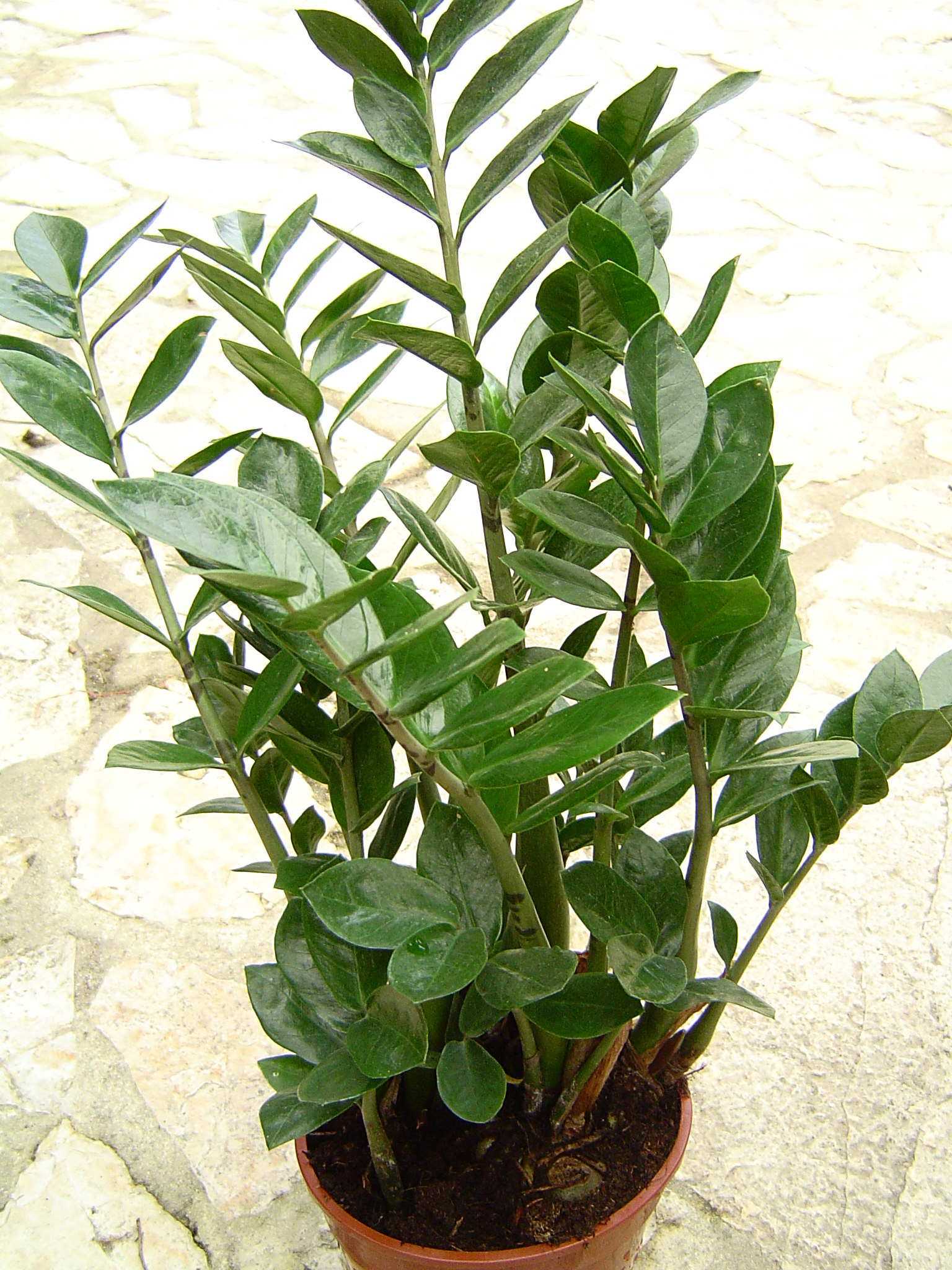
Zamiokulkas w uprawie

HistoriaZamiokulkas zamiolistny został wprowadzony do powszechnej uprawy dopiero w 1996 roku przez holenderskie firmy ogrodnicze.
Odmiany uprawne
- Z. zamiifolia 'Dowon' (spopularyzowana pod nazwą handlową RavenTM[26]) – odmiana o liściach za młodu jasnozielonych, ale z czasem ciemniejących do barwy niemal czarnej. Wyhodowana z okazu znalezionego w 2006 w szkółce w Seulu, u którego jeden z liści po rozwinięciu miał nietypowo ciemnozieloną barwę, z czasem ciemniejącą do niemal czarnej[27].
- Z. zamiifolia 'Lucky' – odmiana wyselekcjonowana w szkółkach w Maasdijk w Holandii w 2007. Wyróżnia się bardziej zwartym pokrojem niż rośliny typowe i zaokrąglonymi listkami[28].
- Z. zamiifolia 'Zamicro' – odmiana wyselekcjonowana w szkółkach w Aarlanderveen w Holandii w 2002. Wyróżnia się bardziej zwartym pokrojem niż rośliny typowe, o liściach i listkach ciemnozielonych, prosto wznoszących się ku górze[29].
- Z. zamiifolia 'Dark Zamicro' – odmiana wyselekcjonowana w szkółkach w Aarlanderveen w Holandii w 2013. Wyróżnia się bardziej zwartym pokrojem niż rośliny typowe i mniejszymi, niemal czarnymi listkami[30].
- Z. zamiifolia 'Hansoti13' (spopularyzowana pod nazwą handlową ZenziTM[31]) – odmiana wyselekcjonowana w szkółkach pod Mumbajem w Indiach w 2009. Wyróżnia się bardzo gęstym pokrojem, skróconymi odległościami między listkami, których jest więcej par niż u formy typowej. Liście są sztywne, u nasady nieco wygięte, ciemnozielone[32].
- Z. zamiifolia 'Luckywhit' – odmiana pstrolistna – listki w górnej części z jasnozielonymi plamami, poza tym ciemnozielone, brzeg liścia czasem nieco falisty[33].
- Z. zamiifolia 'Heemzamio’ – odkryta w 2012 w De Kwakel w Holandii. Odmiana o liściach prosto wzniesionych, o zwartym pokroju, o listkach barwy ciemnoszarozielonej, z daleka niemal czarnej[34].

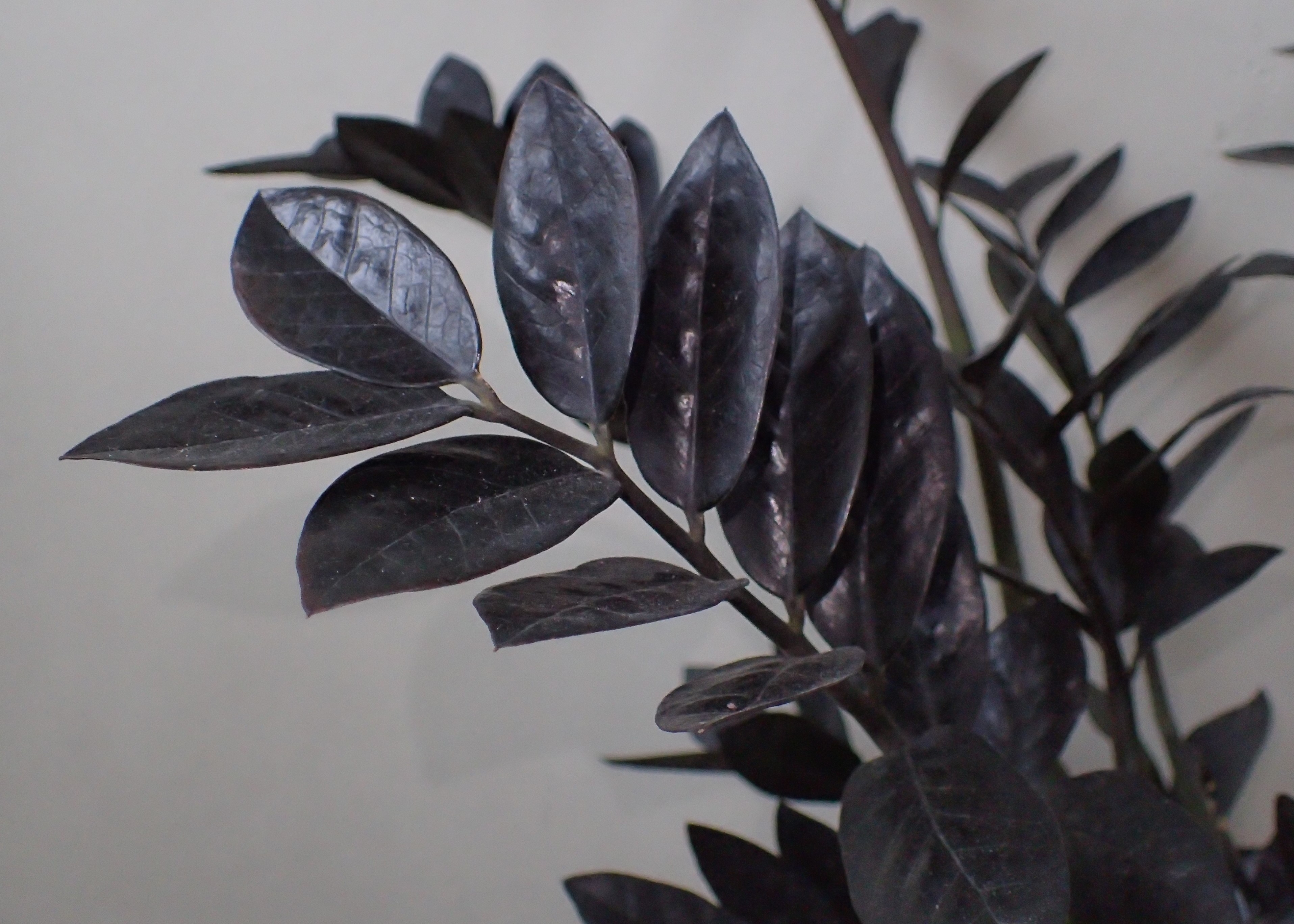
Raven
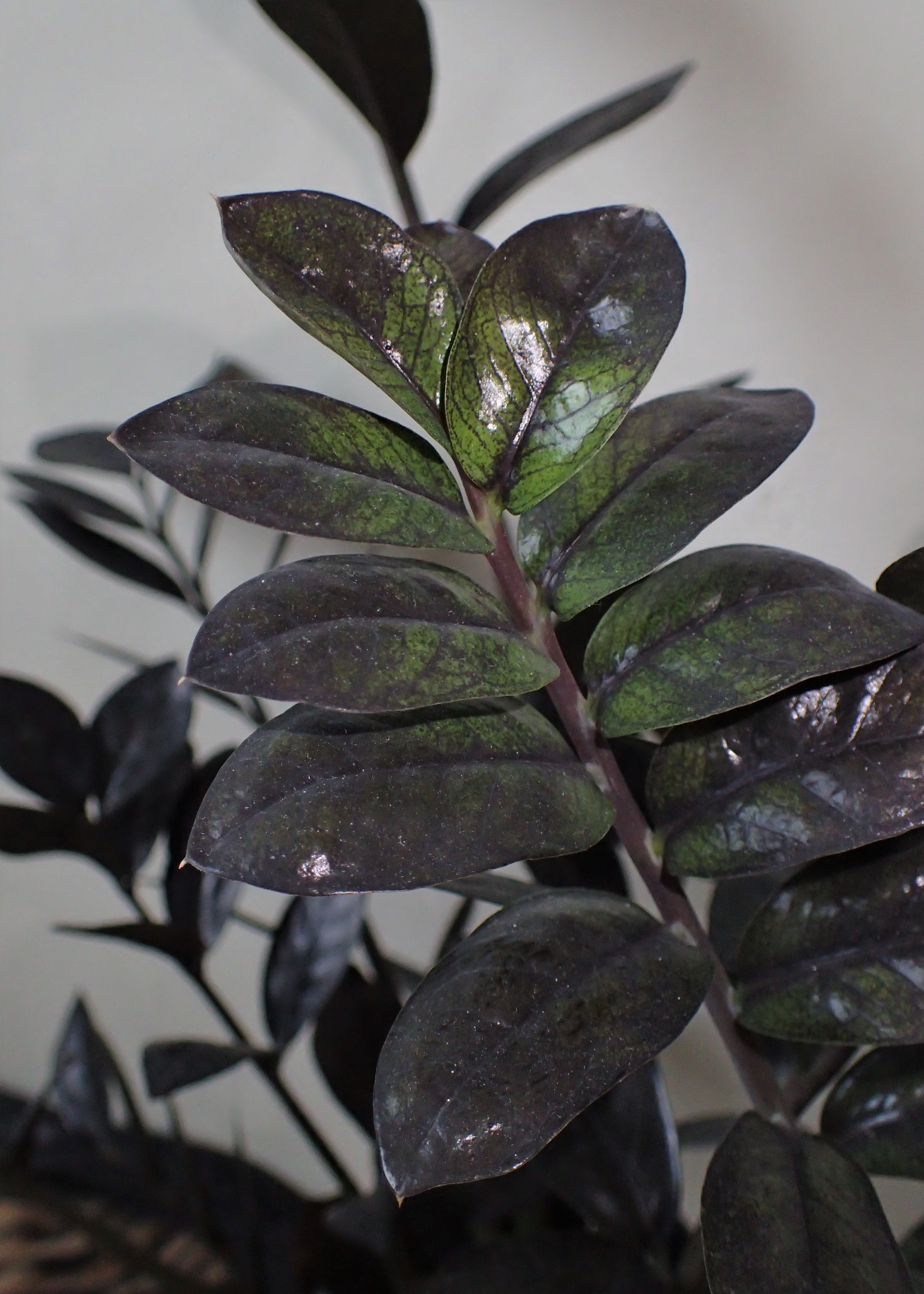
Raven
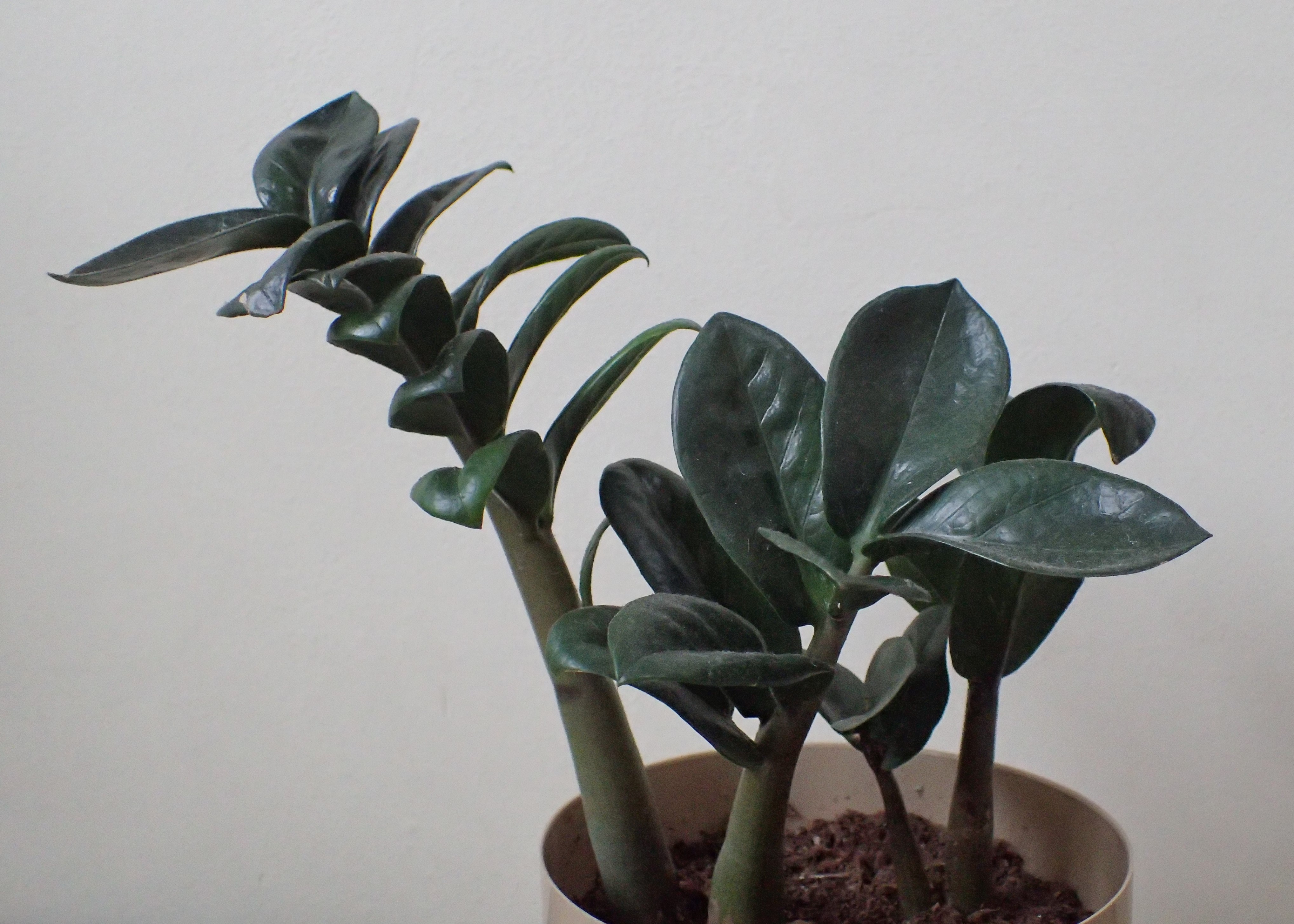
Zenzi

Poza wyszukiwaniem spontanicznie powstających mutacji odmiany tworzone są przy pomocy chemicznych mutagenów – np. za pomocą kolchicyny uzyskano rośliny pstrolistne z listkami żółto lub jasnozielono plamiastymi oraz odmiany karłowe.
WymaganiaZamiokulkas wymaga stanowiska półcienistego (optymalna jest ekspozycja zachodnia i światło rozproszone), ale toleruje całkowite zacienienie. Zbyt silne oświetlenie powoduje występowanie na listkach brązowych plam. Roślina ta wymaga relatywnie wysokiej temperatury (najlepiej rośnie w 20–25 °C), niższej w okresie zimowym, przy czym nie powinna ona spadać poniżej 16–15 °C. W warunkach kontrolowanych młode rośliny największe przyrosty osiągają w temperaturach 29–32 °C naświetlane przez 16 godzin na dobę. Już przy temperaturze niższej niż 18 °C zamiokulkas może zacząć zrzucać listki, wchodząc w okres spoczynku. Roślina ginie przy temperaturze poniżej 5 °C. Podłoże powinno być żyzne, próchnicze i przepuszczalne (wymagany jest dodatek piasku lub drobnego żwiru oraz drenaż na dnie doniczki), o odczynie kwaśnym (pH 5,5–6,5). Rośliny powinny być uprawiane w pojemnikach szerszych niż wyższych, umożliwiających rozrost kłączy. Ze względu na osiągane okazałe rozmiary wymaga stabilnych i dużych doniczek.

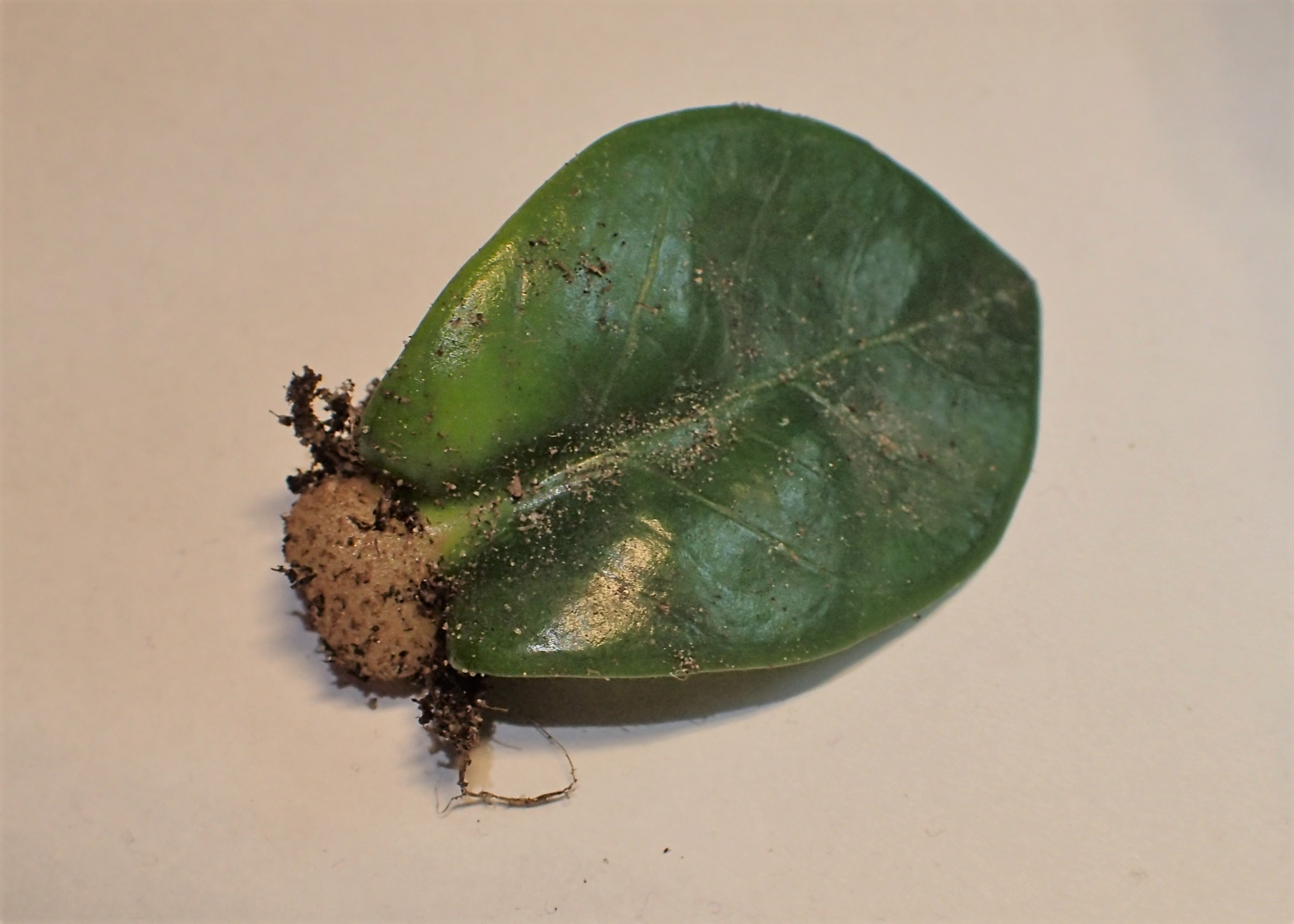
Ukorzeniony listek – widoczny zawiązek kłącza

PielęgnacjaRośliny wymagają umiarkowanego podlewania (bardziej ograniczonego na stanowiskach cienistych). W okresie intensywnego wzrostu podłoże powinno być stale wilgotne, ale roślina toleruje krótkotrwałe okresy suszy (może przetrwać 3–4 miesiące bez podlewania). Przelanie powoduje gnicie kłączy i doprowadza do śmierci rośliny. W okresie zimowym podlewanie należy znacznie ograniczyć. Rośliny rosną dobrze zarówno przy niskiej jak i wysokiej wilgotności powietrza. Zamiokulkas jest wrażliwy na jałowienie gleby. Poza okresem zimowym wymaga zasilania roztworem nawozów wieloskładnikowych co 2–3 tygodnie. Młode rośliny należy przesadzać co roku, starsze co kilka lat, wczesną wiosną.
RozmnażanieRośliny mogą być rozmnażane wiosną, przez podział kłącza lub z sadzonek liściowych. Listki pozyskane z dolnej lub środkowej części liścia i umieszczone na głębokość ok. 1 cm w wilgotnym podłożu ukorzeniają się po 3–4 tygodniach w temperaturze 21–23 °C. W uprawach komercyjnych stosowane jest rozmnażanie wegetatywne z użyciem kultur in vitro.
Szkodniki i chorobyRoślina w zasadzie odporna na choroby i patogeny. Bywa atakowana przez mszyce i przędziorkowate. W tropikach duże straty w uprawach powoduje zgnilizna wywoływana przez Sclerotium rolfsii, lokalnie w szkółkach rejestrowano także porażanie roślin przez Phytophthora nicotianae oraz antraknozę liści wywoływaną przez Colletotrichum cliviae. Ze względu na mnożenie wegetatywne roślin potencjalnie groźne jest stwierdzenie wirusa atakującego roślinę – Konjac mosaic virus KoMV-F.